# Casterolimulus
Casterolimulus — вимерлий рід мечохвостів. Він відомий у пізньокрейдяній формації Фокс-Хіллз у Північній Америці, і вважається, що він мешкав у прісноводних середовищах. Він належить до родини Limulidae і вважається близьким родичем Victalimulus, який походить з ранньої крейди Австралії.